# Microrregión de Ariquemes
La Microrregión de Ariquemes es una de las ocho microrregiones del estado de Rondonia, en Brasil. Forma parte de la Mesorregión del Este Rondoniense. Está formada por siete municipios.
La región es conocida por la extracción de madera y plantación de cacao.

## Municipios
- Alto Paraíso
- Ariquemes
- Cacaulândia
- Machadinho d'Oeste
- Monte Negro
- Río Crespo
- Valle del Anari

- Datos: Q2465839